# Колобашка

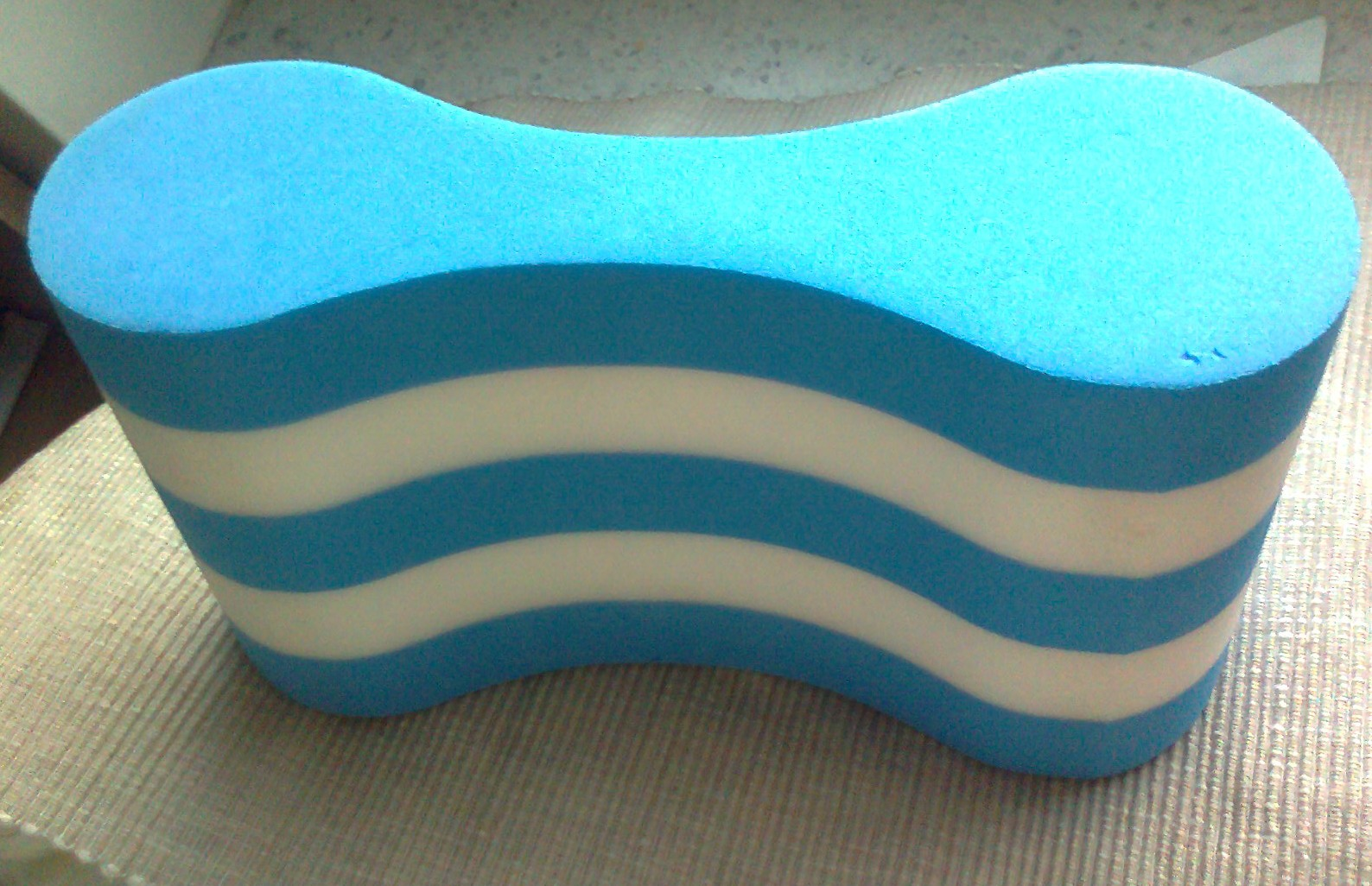
Колобашка

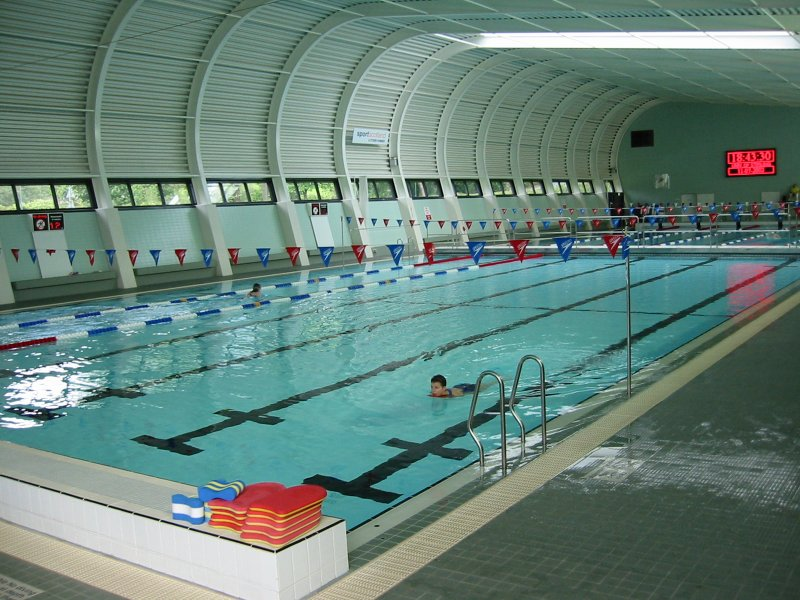
Бассейн в Шотландии. На бортике лежат колобашки (синие) и доски для плавания (красные).

Колоба́шка — приспособление для плавания, которое представляет собой поплавок в форме восьмёрки, сделанный из пористого материала, или полый. Пловцы помещают её между бёдрами для поддержания тела на плаву без ударов ногами. Это позволяет пловцу сфокусироваться на тренировке только рук (т. н. «плавания на руках»).
Колобашка используется для тренировки мышц верхней части тела и улучшения техники плавания, перенося тем самым основную нагрузку на руки, в то время как ноги расслаблены и находятся у поверхности воды. Таким образом может быть развита стабильность положения тела и техника, а также улучшен дыхательный ритм. В дополнение к ней можно использовать резиновое кольцо для связывания ног — чтобы при плавании не было и намёка на удар ногами.